# Ulrico de Wurtemberg (1877-1944)
Ulrico de Wurttemberg (13 de junio de 1877-13 de junio de 1944) fue un duque y militar.

## Vida
Fue el tercer varón y último de los cinco hijos del duque Felipe de Württemberg y su esposa la archiduquesa María Teresa de Austria-Teschen. Por lo tanto, pertenecía a la línea católica de la Casa de Wurtemberg. Su hermano mayor Alberto, fue el heredero al trono de Wurtemberg, más tarde el mariscal de campo y luego tras el fin de la monarquía, jefe de la casa ducal. Descendía además del rey Luis Felipe I de Francia por su abuela María de Orleans. Paso sus primeros años de vida en Austria junto con su familia para hacerte compañía a su abuelo viudo Alberto de Austria-Teschen, por lo que visitaban la corte austríaca, tras su muerte en 1895, se mudó junto con sus padres y hermano mayor Roberto a Stuttgart. Para principios de los años 1900 se intento un compromiso con la princesa Clementina de Bélgica, pero fracasó ya que la joven quería ser independiente, se casaría posteriormente con Napoleón Víctor Bonaparte, Ulrico en cambio permaneció soltero toda su vida y no tuvo hijos.
Como príncipe de la casa real de Wurtemberg, ocupó un mandato en la Cámara de los Lores de Wurtemberg desde 1898 hasta el final de la monarquía en 1918 y solía estar presente en persona. Sólo de 1901 a 1904 estuvo representado por su hermano Roberto.

## Carrera militar
Después de que Ulrico hubiera iniciado en Viena , entró al ejército de Wurtemberg y completó el entrenamiento militar en Stuttgart y Ludwigsburg. En 1908 fue ascendido a Mayor y el 25 de julio de 1910 se le dio el mando del Regimiento Uhlan "Rey Guillermo I" No. 20. En este cargo, fue ascendido a teniente coronel en 1911 y coronel en 1913. El 19 de junio de 1914 recibió inicialmente la orden de representar al comandante de la Brigada de Caballería 27, que se encontraba de licencia. Cómo tal asistió junto con su joven sobrino Felipe, al funeral del archiduque Francisco Fernando de Austria y su esposa Sofía Chotek. Al estallar la Primera Guerra Mundial, su unidad se disolvió y Ulrico se convirtió en comandante de la 16.ª Brigada de Caballería. En mayo de 1915, resultó herido en el brazo en el frente del este. Fue ascendido a Mayor General el 5 de octubre de 1916 y se convirtió en comandante de la 26ª División de Infantería el 3 de noviembre de 1917.
Ulrico que también se interesó por otros aspecto de lo militar, fue miembro de varias sociedades y clubes, incluida la Liga de Guerra de Wurtemberg, la Sociedad Colonial Alemana, la Asociación de Geografía Comercial de Wurtemberg, la Asociación de Monedas de Wurtemberg, la Asociación de Promoción de Stuttgart, de Arte y del Gremio de Fusileros. 

## Vida posterior
Tras el fin de la monarquía en Wurtemberg y del Imperio Alemán en 1918, Ulrico con su hermano, sobrinos y madre tuvieron que exiliarse y se establecieron en el Castillo de Altshausen, dónde viviría el resto de su vida. Evitó meterse en polémicas y vivió tranquilamente aunque en sus últimos años se alejó del nacionalsocialismo, razón por la cual abandonó su camaradería de oficiales en 1938, debido a que tuvo que unirse al Reichskriegerbund controlado por los nazis, a la cual la familia no se unió.